# 오덕사
오덕사(五德寺)는 대한민국 충청남도 부여군 충화면 오덕리 금계산에 있는 사찰이다. 759년(신라 경덕왕 18년) 원효가 창건한 것으로 알려져 있다.

## 문화유산
- 부여 오덕사 괘불탱
- 부여 오덕사 어필각